# Cleptinae
Cleptinae (лат.) — подсемейство ос-блестянок. Более 110 видов.

## Описание
Тело буровато-рыжее, частично металлических цветов. У самок брюшко из 4 наружных сегментов, а у самцов из 5. Стерниты сильно выпуклые. Паразитируют на личинках пилильщиков.

## Классификация
3 рода. Около 110 видов. Иногда рассматривалось как отдельное семейство Cleptidae. В Европе около 25 видов.
- Cleptes Latreille, 1802
  - Синонимы: Chrysocleptes Moczar, Holcocleptes Moczar, Leiocleptes Moczar, Lustrina Kurian, Melanocleptes Moczar, Neocleptes Kimsey, Oxycleptes Moczar, Zimmermannia Moczar
- Cleptidea Mocsáry, 1904
  - Синонимы: Godfrinia Kieffer
- Lustrinia Kurian, 1955
  - Lustrina assamensis[4]